# 정채은
정재은(1999년 1월 9일 ~ )은 대한민국의 배우이다.

## 진행 프로그램
- 2002년 어린이TV 아추랑 콩콩

## 영화
- 2008년 달콤한 거짓말 - 초등 지호 역

## 뮤직비디오
- 2004년 이수영 - 꿈에
- 2005년 이수영 - 꽃들은 지고
- 2007년 아이비 - 유혹의 소나타

## CF
- 2005년 LG전자 LG 스팀트롬

## 음반
- 2005년 《Oh! Happy Day 호동&채은 X-Mas 추억만들기》